# Niagara Automobile Company (1901)
Niagara Falls Company war ein US-amerikanischer Hersteller von Automobilen.

## Unternehmensgeschichte
Thomas McQuain und H. N. Pysher stellten im September 1900 das erste Auto in Niagara Falls im US-Bundesstaat New York her. Pläne zur Gründung eines Unternehmens verzögerten sich. Die Partner trennten sich. McQuain gründete am 29. März 1901 das Unternehmen in der gleichen Stadt. Er begann mit der Produktion von Automobilen. Der Markenname lautete Niagara. Ende 1902 kam die Produktion die Produktion zum Erliegen. Insgesamt entstanden nur wenige Fahrzeuge.
Weitere US-amerikanische Hersteller von Personenkraftwagen der Marke Niagara waren Niagara Motor Vehicle Company, Wilson Automobile Company, Niagara Motors Manufacturing Company und Niagara Automobile Company (1915).

## Fahrzeuge
Die Fahrzeuge hatte einen Ottomotor mit 4 PS Leistung. Der Aufbau war ein Runabout mit Platz für vier Personen.